# Гай Азиний Лепид Претекстат
Гай Азиний Лепид Претекстат (лат. Gaius Asinius Lepidus Praetextatus) — римский политический деятель середины III века.

## Биография
Его отцом был проконсул Каппадокии в 222—226 годах и консул-суффект Азиний Лепид. О самом Претекстате известно лишь то, что в 242 году он занимал должность ординарного консула. Его коллегой был Гай Веттий Грат Аттик Сабиниан. Предположительно, дочь Претекстата была замужем за сыном Сабиниана.